# MyHeritage
MyHeritage(마이헤리티지)는 이스라엘 기업 마이헤리티지(MyHeritage)가 2003년에 선보인 웹, 모바일, 소프트웨어 제품 및 서비스를 제공하는 온라인 계보학 플랫폼이다. 이 플랫폼의 사용자는 가계도를 작성하고, 사진을 업로드 및 검색하며, 199억 개 이상의 역사 기록을 검색할 수 있는 등의 기능을 이용할 수 있다. 2021년 초, 이 회사는 사모펀드인 프란시스코 파트너스에 6억 달러에 인수되었다.
2023년 현재, 이 서비스는 42개 언어를 지원한다. 2016년에는 MyHeritage DNA라는 유전자 검사 서비스를 출시했으며, 2023년 3월까지 이 회사 데이터베이스에는 650만 개 이상의 DNA 키트가 등록되어 있다. 이 회사는 이스라엘 오르예후다에 본사를 두고 있으며, 이스라엘 텔아비브, 유타주 리하이, 우크라이나 키이우, 그리고 버뱅크 (캘리포니아주)에 추가 사무실을 두고 있다.

## 역사

### 2003–2007: 창립 및 초기

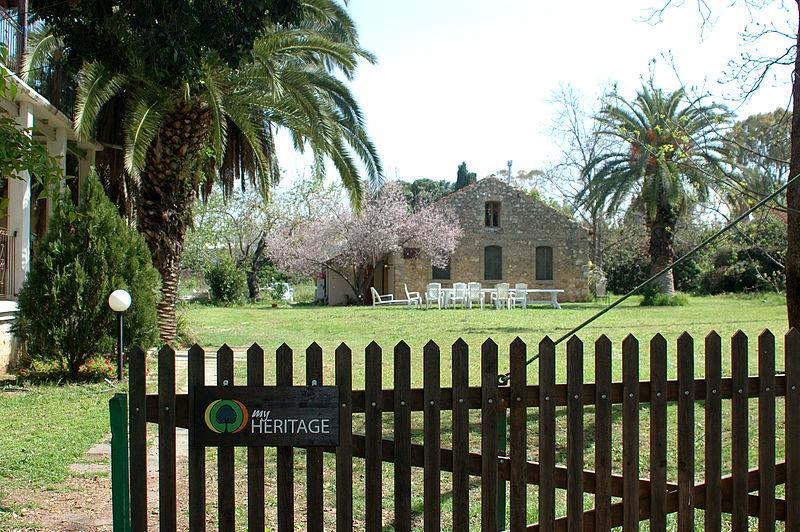
이스라엘 브네이 아타롯 마을에 있던 MyHeritage 초기 사무실

MyHeritage는 2003년 이스라엘 기업가 길라드 야펫이 설립했다(그는 현재까지도 회사의 CEO로 재직 중이다). 야펫은 이스라엘 브네이 아타롯에 있는 자신의 거실에서 회사를 시작했다. 오랜 기간 동안 회사의 본사는 브네이 아타롯의 한 농가에 위치해 있었다. 초기에는 MyHeritage가 거의 전적으로 자체 자금으로 운영되었으나, 2005년까지 엔젤 투자자로부터 자금을 유치했다. 이후 무료 서비스에서 프리미엄 비즈니스 모델로 전환했다.
초기에는 MyHeritage가 사용자에게 데스크톱 소프트웨어에서 계보 정보를 업로드하도록 요구했다. 이 정보는 온라인으로 볼 수 있었지만 수정할 수는 없었다. 2006년, MyHeritage는 개인을 연결하기 위해 사진 데이터베이스에서 얼굴 특징을 인식하는 얼굴 인식 소프트웨어를 포함한 새로운 기능을 도입했다. 2006년 12월, 회사는 가족 나무 소프트웨어(Family Tree Legends)와 1억 6천만 개 이상의 프로필과 4억 개의 공공 기록을 보유한 가족 나무 제출 사이트(GenCircles)의 개발사인 Pearl Street Software를 인수했다.
2007년까지 MyHeritage는 15만 개의 가족 나무, 1억 8천만 명의 인물 프로필, 1억 장의 사진, 전 세계 1,720만 명의 사용자를 보유했다. 이 서비스는 17개 언어로 제공되었다. 회사는 또한 사용자가 계보 정보를 MyHeritage 사이트에 직접 업로드할 수 있는 새로운 웹 기반 기능을 제공하기 시작했다. MyHeritage는 또한 총 9백만 달러의 투자 자금을 유치했으며, 이 중 절반은 Accel에서 나왔다.

### 2008–2012: 인수 및 확장

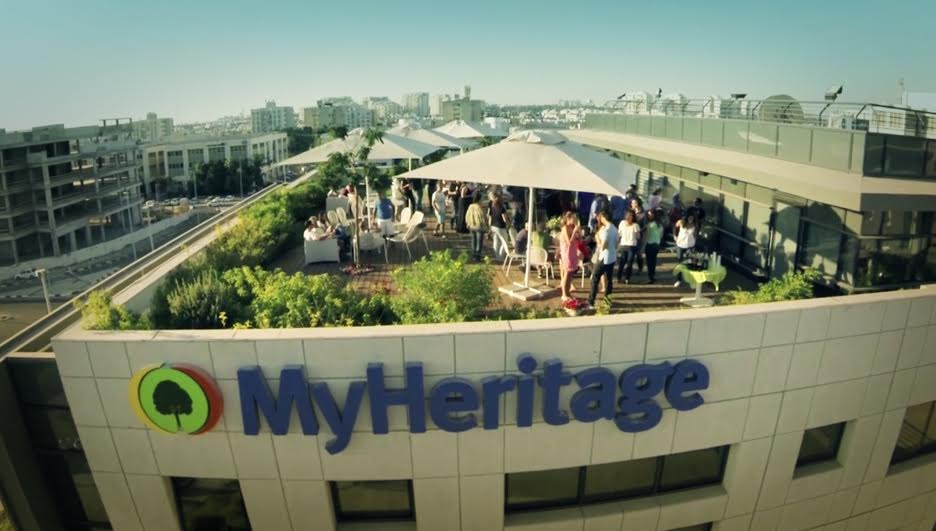
이스라엘 오르예후다에 위치한 마이헤리티지 본사

2008년, MyHeritage는 인덱스 벤처스와 Accel을 포함한 투자 그룹으로부터 1,500만 달러를 유치했다. 당시 웹사이트는 2억 6천만 명의 인물 프로필, 2천 5백만 명의 사용자, 2억 3천만 장의 사진, 25개 지원 언어로 성장했다. 자금 확보 직후, MyHeritage는 영국 기반의 가족 나무 구축 서비스인 Kindo를 인수했다. 2009년, 회사는 소프트웨어와 웹사이트 간 동기화 기능을 포함한 무료 계보 소프트웨어인 Family Tree Builder의 새로운 버전을 출시했다.
2010년, 회사는 독일 기반의 OSN Group을 인수했는데, 이 회사는 7개의 계보 사이트를 보유한 가족 나무 웹사이트 네트워크였다. OSN 네트워크의 일부 웹사이트에는 독일의 Verwandt.de, 폴란드의 Moikrewni.pl, 미국의 Dynastree.com이 포함되었다. 이 인수를 통해 MyHeritage는 여러 가지 새로운 기능(가문의 문장, 가족 나무 병합, 모바일 애플리케이션 진출 옵션 포함)과 총 5억 4천만 명의 인물 프로필, 4천 7백만 명의 활성 사용자, 1천 3백만 개의 가족 나무를 확보했다. 2011년에는 MyHeritage가 폴란드 기반의 또 다른 계보 웹사이트인 Bliscy.pl을 인수한 후, 이 수치는 7억 6천만 명의 인물 프로필과 5천 6백만 명의 사용자로 증가했다.
2011년의 다른 인수에는 네덜란드의 가족 네트워크인 Zooof; 오프라인 가족 역사 데이터 최대 9테라바이트를 보호하도록 설계된 백업 서비스인 BackupMyTree; 그리고 가족 역사 콘텐츠 사이트 개발사이자 방대한 역사 기록 데이터베이스(WorldVitalRecords.com, 인구 조사, 출생, 사망, 결혼 기록 및 역사 신문 자료 포함)를 소유한 FamilyLink가 포함되었다. 2011년 말까지 MyHeritage는 6천만 명의 사용자, 9억 개의 프로필, 2천 1백만 개의 가족 나무를 보유했으며, 38개 언어로 이용 가능했다. 이 회사는 또한 iOS 및 안드로이드 기기용 모바일 앱의 첫 버전을 출시했다.
2012년, MyHeritage는 10억 명의 인물 프로필을 돌파하고, 수십억 개의 역사 기록을 검색할 수 있는 검색 엔진인 SuperSearch와 MyHeritage의 역사 기록을 사이트의 프로필과 자동으로 비교하여 가족 나무의 친척과 일치하는 항목이 발견될 때마다 사용자에게 알리는 기술인 Record Matching을 포함한 여러 새로운 기능을 출시했다.
2012년 11월, MyHeritage는 주요 경쟁사 중 하나인 Geni.com을 인수했다. 회사는 Geni의 모든 직원을 유지하고 로스앤젤레스에서 별도의 브랜드로 운영했으며, 2016년 현재 MyHeritage와 Geni는 여전히 분리되어 있다. 2007년 데이비드 오. 색스가 설립한 Geni는 "전 세계의 가족 나무를 만드는 것"을 목표로 하는 계보 웹사이트인 반면, MyHeritage는 기록과 병합되지 않은 개별 가족 나무 수집에 중점을 둔다. 이번 인수로 MyHeritage에 700만 명의 새로운 사용자가 추가되어 총 회원 수는 7천 2백만 명이 되었다. 당시 MyHeritage는 2천 7백만 개의 가족 나무와 15억 개의 프로필을 보유했으며, 40개 언어로 이용 가능했다. Geni 인수 외에도 MyHeritage는 베세머 벤처 파트너스가 주도하는 투자 라운드에서 2,500만 달러를 유치했다.

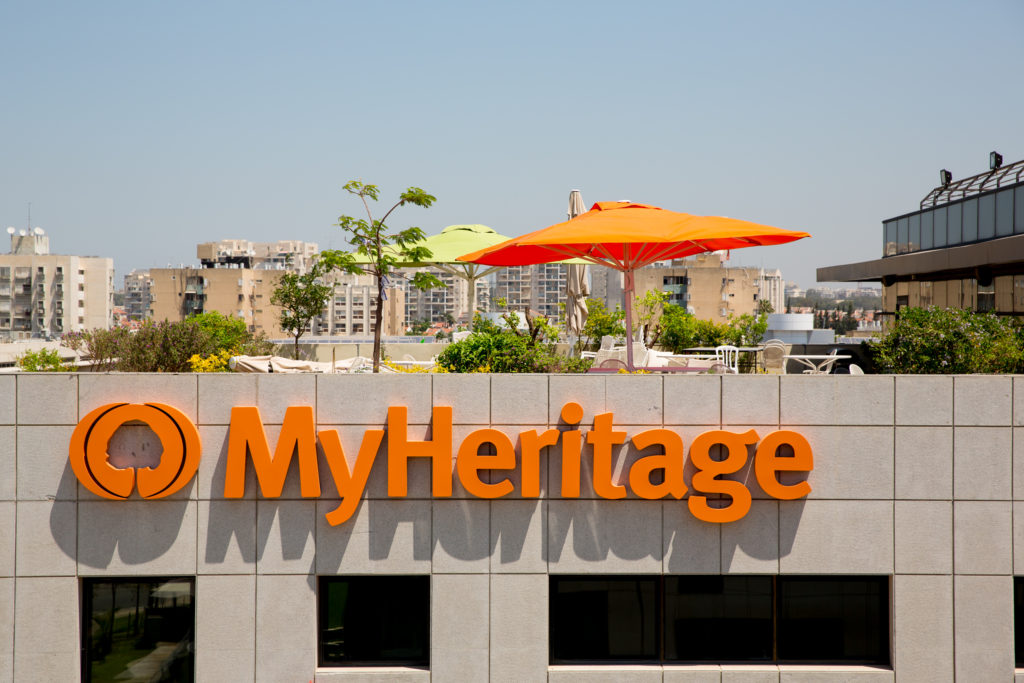

### 2013–현재: 파트너십, 추가 성장, 그리고 그 이후
2013년, MyHeritage는 패밀리서치가 자사 기술을 사용할 수 있도록 파트너십을 체결했다. 당시 계약 시점에 MyHeritage는 7천 5백만 명의 등록 사용자와 16억 명의 인물 프로필을 보유했다. 이 회사는 또한 1790년부터 1940년까지의 모든 미국 인구조사 기록에 접근할 수 있게 되었다. 2013년 4월, MyHeritage는 동기화, 유니코드, 기록 매치와 같은 새로운 기능을 포함한 Family Tree Builder 7.0을 출시했다. MyHeritage는 또한 Record Detective라는 웹 기능을 도입했는데, 이는 하나의 역사 기록 정보에 기반하여 다른 역사 기록 간의 연결을 자동으로 생성한다.
2014년, MyHeritage는 다른 회사 및 기관과의 파트너십 및 협력을 발표했다. 2014년 2월, 회사는 BillionGraves와 파트너십을 맺어 전 세계의 무덤과 묘지를 디지털화하고 문서화했다. 2014년 10월, 회사는 EBSCO 정보 서비스와 파트너십을 맺어 교육 기관(도서관, 대학교 등)에 MyHeritage의 역사 기록 데이터베이스에 대한 무료 접근을 제공했다. 2014년 12월, MyHeritage는 덴마크 국립 기록 보관소와 1646년부터 1930년까지의 인구 조사 기록 및 본당 등록부 (총 약 1억 2천만 건의 기록)를 색인화하는 계약을 체결했다. 회사는 또한 2014년에 데이터베이스의 역사 기록 수가 50억 건을 돌파했으며, 사용자가 한 번에 가족 나무에 전체 친척 가지를 추가할 수 있는 Instant Discoveries 기능을 출시했다.
2015년, MyHeritage는 63억 건의 역사 기록, 2억 장의 사진, 8천만 명의 등록 사용자, 그리고 42개 언어로 이용 가능하게 되었다. 또한 조상을 더 효율적으로 검색할 수 있도록 다른 언어의 이름을 자동으로 번역하는 글로벌 이름 번역 기술을 출시했다.
2016년 3월, MyHeritage 직원들은 파푸아뉴기니의 하일랜즈 지방에 있는 외딴 부족들의 가족 역사를 기록하고 보존했다.
2017년 8월, 회사는 Millennia Corp.과 그 Legacy Family Tree 소프트웨어 및 Legacy 웨비나 프로그램을 인수했다.
2018년, 이 회사는 유로비전 송 콘테스트 2019의 후원을 발표했다. 또한 2018년 10월 현재 총 역사 기록 수가 90억 건을 넘어섰다고 발표했다. 또한 2018년, 최고 과학 책임자 야니브 에를리히는 Geni.com의 데이터를 사용하여 1,300만 명의 가족 나무를 생성한 것으로 언론의 주목을 받았다.
2019년 9월 7일, MyHeritage는 SNPedia와 프로메테아제를 모두 인수했다고 발표했다. 2019년 11월 1일까지 사용자가 삭제하지 않고 프로메테아제에 이전에 업로드된 모든 비유럽 원시 유전 데이터 파일은 MyHeritage 웹사이트로 복사되어 새로운 사용자 계정이 생성되며, 이 계정은 인종 추정 및 친척 DNA 일치와 같은 무료 서비스를 받게 된다.
2019년 4월, MyHeritage는 상염색체 DNA 마이크로어레이 칩을 Infinium OmniExpress 칩에서 Infinium GSA 칩으로 변경했으며, 642,824개의 마커를 가지고 있다.
2021년 초, MyHeritage는 프란시스코 파트너스에 6억 달러에 인수되었다. 같은 해 8월, MyHeritage는 프랑스 기반 계보 플랫폼인 필라에를 3,110만 유로에 인수했다고 발표했다.
2024년 3월, MyHeritage는 Newspapers.com 및 NewspaperArchive와 유사한 구독 기반 신문 아카이브 웹사이트인 OldNews를 출시했다. 2024년 10월, MyHeritage는 프랑스계 캐나다 계보 웹사이트인 MesAieux.com을 인수했다.

## 보안 사고
2018년 6월, MyHeritage가 9,200만 명 이상의 사용자 데이터가 유출되는 보안 침해를 겪었다고 발표되었다. 회사에 따르면, 이 침해는 2017년 10월 26일에 발생했다. 이 유출로 인해 사용자의 이메일 주소와 해시된 비밀번호가 유출되었다. MyHeritage는 가족 나무, DNA 프로필, 신용 카드 정보는 별도의 시스템에 저장되어 유출되지 않았다고 밝혔다. 회사는 침해를 발견한 날 고객에게 통지했으며, 문자 또는 앱 인증을 지원하는 2단계 인증을 구현하여 대응했다. 2019년 2월, 이 침해로 인한 데이터는 다른 여러 웹사이트의 계정 데이터와 함께 다크 웹에서 판매되는 것으로 나타났다.

## 수사 유전 계보학
수사 유전 계보학(IGG, 또는 법의학 유전 계보학)은 법 집행 기관이 공개 계보학 데이터베이스를 사용하여 범죄 수사에서 용의자를 식별하는 과정이다. 연구실에서 미확인 용의자의 DNA에서 SNP 프로파일을 추출하면, 이 데이터 파일은 공개 유전 계보학 데이터베이스에 업로드된다. 데이터베이스에 자신의 DNA 데이터 파일을 업로드한 사용자들로부터 부분 DNA 일치 목록이 생성되며; 수사관은 이 일치 목록과 공개 기록을 사용하여 용의자에게 이르는 가족 나무를 구축할 수 있다.
MyHeritage의 이용 약관 및 개인 정보 보호 정책은 현재 법 집행 기관의 데이터베이스 사용을 금지하고 있으며, 이 제한은 회사가 데이터베이스가 범죄 수사에 사용된 것을 인지한 후 법적으로 명시되었다. 회사는 또한 허위 사용자 프로필 생성을 금지하고 있다. 그러나 데이터베이스는 사용자가 다른 회사에서 생성된 DNA 데이터 파일을 업로드할 수 있도록 허용하기 때문에 수사관들은 살인 사건 수사에 데이터베이스를 사용할 수 있었다.

### 캘리포니아 주 대 조셉 제임스 디안젤로 (2018)
IGG의 가장 유명한 사례는 골든 스테이트 킬러라는 별명으로 불리던 연쇄 살인 및 강간범에 대한 수사에서 발생했으며, 그는 결국 IGG를 통해 조셉 제임스 디안젤로로 확인되었다.
초기 보고서에 따르면 디안젤로는 GEDmatch를 통해 용의자로 식별되었으며, FamilyTreeDNA와 MyHeritage는 모두 디안젤로 사건에 대한 연루를 부인했다. 그러나 FamilyTreeDNA의 최고 경영자는 나중에 월스트리트 저널에 수사 중인 사건을 알지 못한 채 법 집행 기관에 데이터베이스 사용 허가를 주었다고 밝혔다. 로스앤젤레스 타임스는 수사관들이 GEDmatch와 FamilyTreeDNA에서 얻은 단서에 만족하지 못하자 MyHeritage 데이터베이스를 사용했다고 보도했다.
이스트 베이 타임즈와의 인터뷰에서 민간 유전학자 바바라 래벤터는 디안젤로를 용의자로 지목한 사람이 자신이라고 밝혔다. 래벤터는 수사관 폴 홀스의 요청으로 수사를 돕게 되었다고 말했다. 그녀는 회사에 통보하지 않고 자신의 개인 MyHeritage 계정에 용의자의 DNA 데이터 파일을 업로드했으며, 이 결정은 FBI 법무부 고문 변호사의 승인을 받았다.
디안젤로 사건에서 데이터베이스가 사용된 후, MyHeritage는 법 집행 기관의 사용을 명시적으로 금지하도록 개인 정보 보호 정책을 개정했다.

### 미네소타 주 대 제리 아놀드 웨스트롬 (2019)
1993년 잔 킬즈 살인 사건의 재수사에서 수사관들은 2018년 DNA Solutions, Inc.에 미확인 용의자의 DNA를 보내 SNP 프로필을 만들었다. 2019년—GEDmatch 데이터베이스를 통해 수사 단서를 찾지 못한 후—수사관들은 가명으로 MyHeritage 데이터베이스에 용의자의 DNA 데이터 파일을 업로드했다. 그들은 DNA 일치 목록을 구축하고 제리 아놀드 웨스트롬으로 이르는 가족 나무를 만들 수 있었다. IGG를 통해 웨스트롬을 용의자로 지목한 후, 수사관들은 버려진 냅킨에서 웨스트롬의 DNA 샘플을 채취했고, 이는 용의자의 DNA 프로필과 일치했다.
이 문제는 법원에서 다뤄졌다. 웨스트롬의 변호인은 수사관들이 MyHeritage에서 그의 유전 정보에 접근하여 웨스트롬의 "합리적인 사생활 기대"를 침해했다는 이유로 DNA 증거를 기각하는 동의를 제출했다. 그러나 법원은 "법 집행 기관이 MyHeritage의 서비스 계약을 위반했을 가능성이 MyHeritage로부터 조치를 취할 수 있게 할 수는 있지만, 법원은 사기업의 약관 위반이 헌법적 보호를 침해할 어떤 이유도 찾지 못한다"고 주장하며 이 동의를 기각했다. 웨스트롬은 항소에서 이 문제를 제기하지 않았다.

### 후아나 로사스-자가르 신원 확인 (2023)
민간 유전학자 리아 라킨에 따르면, 캘리포니아 리버사이드 카운티의 수사관들은 1996년 캘리포니아 주도 60호선을 따라 발견된 여성의 유해를 식별하기 위해 MyHeritage 데이터베이스를 사용했다. SNP 프로필은 오스람에 의해 생성되었는데, 이 회사는 텍사스주 우들랜즈에 위치한 개인 유전학 연구소로, 수사 유전 계보학을 전문으로 한다. 유해는 41세의 후아나 로사스-자가르의 것으로 확인되었다.
로사스-자가르의 사망 경위는 아직 불분명하다.

## 제품 및 서비스
MyHeritage의 제품과 서비스는 웹, 모바일, 다운로드 가능한 소프트웨어 영역에 존재한다. 이 회사의 웹사이트 MyHeritage.com은 프리미엄 비즈니스 모델로 운영된다. 무료로 가입하여 가족 나무를 만들고 매칭을 시작할 수 있다. 웹사이트는 역사 기록 및 신문, 또는 다른 가족 나무에서 발췌본을 제공하지만, 해당 문서의 전체 버전을 읽거나 관계를 확인하려면 유료 구독이 필요하다. 예수 그리스도 후기 성도 교회 회원은 MyHeritage와 FamilySearch 간의 파트너십으로 인해 무료 계정을 이용할 수 있다. 또한, 유료 사용자만 다른 회원과 연락할 수 있다.
2015년 현재, MyHeritage 온라인 데이터베이스에는 인구 조사, 출생, 결혼, 사망, 군사 및 이민 문서, 역사 신문을 포함한 63억 건의 역사 기록이 담겨 있다. 2020년에는 역사 기록 수가 120억 건에 달했고, 2023년 4월 현재 총 사용 가능한 역사 기록 수는 194억 건으로 증가했다. SuperSearch 기능은 사용자가 사이트의 전체 역사 기록 카탈로그를 검색하여 잠재적인 가족 구성원에 대한 정보를 찾을 수 있도록 한다. 사용자는 또한 자신의 가족 나무에 사진을 업로드할 수 있다. MyHeritage의 모바일 앱은 iOS 및 안드로이드 기기에서 사용할 수 있으며, 가족 나무를 보고 편집하고, 역사 데이터베이스를 조사하며, 사진을 캡처하고 공유하는 등 다양한 유사 기능을 제공한다.

### 매칭 기술
MyHeritage는 가족 역사 연구를 위해 여러 매칭 기술을 사용한다. 여기에는 스마트 매칭, 기록 매칭, 기록 탐정, 즉석 발견, 글로벌 이름 번역 및 검색 연결이 포함된다. 스마트 매칭은 한 사용자의 가족 나무를 다른 모든 사용자의 가족 나무와 상호 참조하는 데 사용된다. 이 기능은 사용자가 다른 잠재적으로 관련된 사용자로부터 가족에 대한 정보를 활용할 수 있도록 한다. 기록 매칭은 다른 가족 나무 대신 가족 나무를 역사 기록과 일치시키고 비교한다는 점을 제외하면 유사하다.
Record Detective는 하나의 역사 기록 정보를 기반으로 관련된 역사 기록을 연결하는 기술이다. 또한 기존 가족 나무를 사용하여 기록 간의 연결(예: 사망 증명서와 결혼 허가서)을 만든다. Instant Discoveries는 사용자의 가족 나무를 다른 가족 나무 및 기록과 비교하여, 이러한 출처에서 발견된 가족에 대한 정보를 새로운 가지로 묶어 즉시 보여줌으로써 자신의 나무에 추가할 수 있도록 하는 기능이다. Global Name Translation은 사용자가 원하는 언어로 친척을 검색할 수 있지만, 다른 언어로 된 친척의 이름이 포함된 역사 문서를 얻을 수 있도록 한다.
Search Connect는 MyHeritage가 2015년 7월에 발표하고 같은 해 11월에 출시한 기능이다. 이 기능은 검색 쿼리와 해당 메타데이터(날짜, 장소, 친척 등)를 색인화한 다음, 다른 사람이 유사한 검색을 수행할 때 검색 결과에 표시한다. 이 기능은 유사한 검색을 수행하는 사용자가 협업을 위해 서로 연결될 수 있도록 한다.

### 패밀리 트리 빌더
패밀리 트리 빌더는 사용자가 가족 나무를 만들고, 사진을 업로드하고, 차트 및 통계를 보고하는 등의 작업을 할 수 있는 다운로드 가능한 소프트웨어이다.

### MyHeritage DNA
MyHeritage DNA는 2016년에 MyHeritage가 출시한 유전자 검사 서비스이다. DNA 결과는 가정용 검사 키트에서 얻으며, 사용자는 뺨 면봉으로 샘플을 채취할 수 있다. 결과는 DNA 매칭 및 인종 추정치를 제공한다. 2018년, 이 회사는 미국-멕시코 국경에서 분리된 이민자 가족을 재회시키기 위한 이니셔티브의 일환으로 이 키트 5,000개를 제공했다. 회사는 또한 DNA Quest라는 공익 이니셔티브의 일환으로 입양인과 친부모를 연결하는 15,000개의 DNA 키트를 제공했다. 2016년, MyHeritage는 예멘 유대인 이민자들의 자녀들이 가족과 강제로 분리된 것을 재회시키기 위한 프로젝트를 시작했다. 2019년 현재, 약 250만 개의 MyHeritage DNA 키트가 판매되어 세 번째로 인기 있는 계보 유전자 검사 회사가 되었다. 2019년 4월, MyHeritage는 상염색체 검사를 위한 DNA 마이크로어레이 칩을 Infinium OmniExpress에서 Infinium GSA 칩으로 변경했으며, 642,824개의 마커를 가지고 있다. 2019년 4월, MyHeritage는 새로운 DNA 칩의 데이터를 공개하기 시작했다.
2018년 1월, MyHeritage는 22개의 상염색체 쌍을 시각적으로 나타내는 도구인 Chromosome Browser를 출시했으며, 같은 해 3월에는 삼각 측량을 통해 공통 조상을 나타낼 수 있는 공유 공통 세그먼트를 찾기 위해 최대 7개의 상염색체 DNA 일치를 동시에 비교할 수 있는 옵션으로 개선되었다.
2019년 2월, MyHeritage는 Theory of Family Relativity를 출시했는데, 이 도구는 가족 나무에 포함된 계보 정보와 회사의 역사 기록 컬렉션 및 사용자의 공유 DNA 세그먼트를 통합하여 DNA를 공유하는 두 사람이 어떻게 관련되어 있는지에 대한 다양한 방법을 예측한다. 이 도구에서 사용되는 데이터는 여러 차례 새로 고쳐졌으며, 이론을 검증하거나 거부하는 옵션도 포함되었다.
2019년 5월, MyHeritage는 소비자에게 포괄적인 건강 보고서를 제공하는 MyHeritage DNA Health 검사를 출시했다. 2020년 12월, MyHeritage는 "유전 그룹"이라는 기능을 출시했는데, 이는 조상 사건에 기반하여 정확한 조상 위치를 2,114개의 지리적 지역으로 특정하며 인종 추정치를 보완한다. 인종 추정치에 대한 업데이트는 원래 2021년으로 계획되었으나 이후 연기되었다.
2023년 10월 23-24일, MyHeritage는 아무런 설명 없이 염색체 브라우저와 일치하는 세그먼트 정보를 제거했다. 10월 26일, MyHeritage는 염색체 브라우저 기능을 복원했다.

### 사진 도구
MyHeritage는 웹사이트에 일련의 이미지 편집 도구를 포함했는데, 복원에서부터 색상화 및 이미지 애니메이션까지 제공하며, 이 중 일부는 2020년에 출시된 사진 향상 및 MyHeritage In Color와 같이 인공지능을 사용한다. 또한 2021년에 출시된 사진 복구 도구도 있다.

### 딥 노스탤지아
딥 노스탤지아는 사용자가 정지된 사진 속 얼굴을 생생하게 애니메이션으로 만들 수 있는 AI 기반 서비스이다. 2021년 2월에 출시되어 온라인에서 주목을 받았으며, 수천만 개의 애니메이션이 제작되었다.

### AI 타임 머신
MyHeritage는 2022년 11월에 텍스트-이미지 AI 기술을 사용하여 역사 속 다양한 시기와 사회 문화 속 인물의 사진을 생성하는 기능인 AI 타임 머신을 출시했다. 이 도구는 맞춤형 AI 이미지 생성에 초점을 맞춘 이스라엘 스타트업 Astria로부터 라이선스를 받은 기술을 사용한다.

## 공익 프로젝트

### 트라이벌 퀘스트
트라이벌 퀘스트 원정 프로젝트는 부족민의 가족 역사를 기록하기 위한 MyHeritage의 공익 프로젝트이다. 또한 홀로코스트 생존자의 후손들과 그들의 가족에게서 압류된 재산을 연결하는 프로그램도 운영하고 있다. 이 프로젝트는 시베리아의 네네츠인, 나미비아의 힘바족, 에콰도르의 아추아르족, 그리고 2016년 파푸아뉴기니의 카림, 요코임, 침부족을 기록하며 네 차례 수행되었다.

### DNA 퀘스트
DNA 퀘스트는 MyHeritage가 2018년에 시작한 공익 캠페인으로, 입양인이 친가족과 재회하는 것을 돕기 위해 15,000개의 가정용 DNA 키트를 기부했다. 이 이니셔티브는 2019년에 5,000개의 DNA 키트를 추가로 제공하며 갱신되었고, 2023년에는 세 번째로 적격 참가자에게 5,000개의 DNA 키트를 추가로 제공했다.

## 수상 및 인정
2013년, MyHeritage는 글로브스에 의해 2013-2014년 가장 유망한 이스라엘 스타트업으로 선정되었다. 이 회사는 4,800개의 스타트업 중 1위를 차지했다. 또한 2013년, 딜로이트는 MyHeritage를 딜로이트 패스트 500 목록에서 유럽, 중동, 아프리카(EMEA) 지역에서 가장 빠르게 성장하는 상위 10개 기업 중 하나로 선정했다.
2018년 4월 18일, MyHeritage는 경제 신문 칼칼리스트가 발표한 이스라엘에서 가장 유망한 스타트업 50개 목록에서 6위를 차지했다.

## 같이 보기
- 위키트리 (족보)